# Rauric
Rauric és un nucli de població, pedania de Llorac, a la Conca de Barberà. Al peu del turó del castell, del qual només resten els fonaments, declarats bé cultural d'interés nacional, hi ha la petita agrupació de cases que formen el poble. Molt a prop hi ha la font de Rauric, on neix el riu Corb. Viu principalment de l'agricultura del cereal i la ramaderia. El 2015 hi viuen set persones al nucli i nou al disseminat.
El nom del poble ve del nom personal germànic Raderich o Hrodric. Rauric és documentat des de 1167 (kastellum de Roderico), quan Pere de Queralt el deixà en testament als hospitalers. A partir del segle xiv va pertànyer als Queralt de Santa Coloma de Queralt. L'església de Santa Fe fou sufragània de la de Montargull i totes dues van pertànyer al bisbat de Vic fins al 1957, quan passaren a l'arxidiòcesi de Tarragona a conseqüència del Concordat del 1953 entre l'Espanya franquista i el Vaticà.